# Excite Truck
Excite Truck es un videojuego de carreras desarrollado por  Monster Games y publicado por Nintendo para la Wii. Cuenta con entornos maleables y controles basados en inclinación. El juego fue uno de los títulos de lanzamiento de Wii en Norteamérica. Es el tercer juego principal de la serie Excite (después de Excitebike y Excitebike 64) y el primero en presentar vehículos que no son motocicletas, esta vez, monster truck.
Excite Truck es el primer juego de Wii que permite a los jugadores seleccionar música, en forma de MP3 desde una tarjeta SD, para que se reproduzca en segundo plano mientras juegan en lugar de la música proporcionada por el juego. Endless Ocean también utiliza esta característica.
El juego recibió críticas generalmente positivas de los críticos. Una secuela, excitebots: Trick Racing, fue lanzada para Wii en Norteamérica en abril de 2009 y en Japón en agosto de 2011 a través de Club Nintendo.

## Jugabilidad
Excite Truck se controla íntegramente con el Wii Remote a través del giroscopio, prescindiento totalmente del Nunchuck (opcionalmente puede usar el Wii Wheel, donde cambia la posición del Wii Remote). Al iniciar el juego por primera vez, el jugador debe pasar por una serie de tutoriales antes de poder jugar el juego completo. Después de terminar el primer tutorial, estarán disponibles los modos individual y multijugador. El jugador primero comienza con tres camionetas, pero luego puede desbloquear camionetas adicionales al alcanzar varios puntos de referencia. El juego también es compatible con el modo multijugador de dos jugadores en pantalla dividida y el juego en línea con 6 jugadores.

### Puntuación
Cruzar la línea de meta primero no es el objetivo principal de Excite Truck, sino otra vía para ganar estrellas. Las estrellas se obtienen por una variedad de acrobacias y por la ubicación del jugador al final de la carrera. Se otorga una calificación con letras para cada carrera, correspondiente al número de estrellas obtenidas, siendo el rango S la calificación más alta posible. Obtener rangos S en todas las pistas en el nivel de dificultad Excite regular desbloquea un nivel de dificultad "Super Excite" más difícil. Obtener rangos S en todas las pistas en el nivel de dificultad Super Excite desbloquea un nivel de modo espejo aún más difícil.
En el modo Excite para un jugador, todas las pistas tienen un número requerido de estrellas para avanzar más en el juego. El jugador no está obligado a terminar en primer lugar siempre que gane la cantidad de estrellas requeridas durante la carrera. Las carreras están cronometradas para evitar que los jugadores retrocedan a través de áreas de estrellas altas y completen las mismas acrobacias una y otra vez.

### Ganando carreras
En el modo de un solo jugador, el jugador recibe estrellas de bonificación después de la carrera según su ubicación. Estas estrellas se aplican a tu puntuación antes de determinar si el jugador ha completado la puntuación mínima de la pista.
En las carreras multijugador, el jugador que llega primero a la meta recibe una bonificación de 15 estrellas. Además, una vez que el primer jugador ha cruzado la línea, se activa una cuenta regresiva de 30 segundos para el segundo jugador. Por cada segundo que el segundo jugador no haya completado la carrera, se otorga una estrella extra al primer finalista. Si el cronómetro expira, el segundo jugador es descalificado sin puntuación. Lo mismo aplica para las carreras multijugador en línea.

### Modos de juego
Excite Truck presenta varios modos de juego, la mayoría de ellos para un solo jugador:
- Excite Race: el jugador compite en varias carreras de copa. Después de completar cada carrera en una copa (una carrera se completa compitiendo y anotando el número requerido de estrellas), se abrirá una nueva copa y se podrán correr nuevas pistas. Las nuevas pistas son accesibles inmediatamente en los modos Excite Race y Versus.
- Super Excite Race: la dificultad más alta se desbloquea después de completar todas las carreras en el modo Excite Race con una puntuación de "S". Se requieren más estrellas, los anillos están más separados y se introduce una nueva pista que no está en Excite Race.
- Mirror Race: un modo aún más difícil en el que todas las pistas están espejadas y los anillos son más pequeños, se desbloquea después de completar cada carrera en Super Excite Race con una puntuación de "S".
- Desafío: el jugador debe maniobrar su vehículo a través de una serie de desafíos Gate, Ring y Crush.
- Super Challenge: una serie más difícil de Gate, Ring y Crush Challenges.
- Versus: el aspecto multijugador del juego, que permite que dos jugadores compitan entre sí.

### Áreas de carreras
Excite Truck presenta varios lugares para competir, todos los cuales, en su mayor parte, se basan en lugares del mundo real. Estos lugares incluyen China, Escocia, México, Fiyi, Finlandia y Canadá. El único curso en el juego que no se basa en un entorno de la vida real es una montaña de cristal de fantasía llamada Nebula, que, como su nombre lo describe, es un entorno ficticio ubicado debajo de una nebulosa de cristal púrpura.